# BMC Vuran
BMC Vuran — турецкий минозащищённый бронеавтомобиль, разработанный и производимый компанией BMC для удовлетворения требований Сухопутных войск Турции. «Vuran» в переводе с турецкого означает «нападающий».

## Варианты
- BMC Vuran (4X4) — многоцелевой бронеавтомобиль без боевого модуля[4]
- BMC Vuran (4X4) — бронеавтомобиль оснащённый боевым модулем Aselsan SARP[5][6]
- BMC Vuran (4X4) — бронеавтомобиль оснащённый 120 мм интегрированным минометом Aselsan Alkar[7][8]
- BMC Vuran SUNGUR[9] — бронеавтомобиль оснащённый двумя ПЗРК PORSAV.

## Операторы
- Республика Косово: Закуплены машины со 120 мм миномётами.[10][11]
- Ливия: Закуплены у Вооружённых сил Турции.[12]
- Тунис: Закуплены для испытаний.[13][14]
- Турция:
  - Сухопутные войска: 90 бронемашин (всего заказано 512 единиц)[15]
  - Жандармерия: заказано 200 единиц[16]
  - Береговая охрана: 1 машина заказана для испытаний.[16]

## См. Также
BMC Kirpi